# Ungsvenska klubben
Ungsvenska klubben var en svensk herrklubb med starkt konservativ och rojalistisk prägel grundad 1908. Klubben har uppmärksammats av Anna-Lena Lodenius som en samlingspunkt för nazister och högerextremister i efterkrigstidens Sverige. Bland klubbens medlemmar genom åren märks Ulf Hamacher och Åke Lindsten från Sveriges nationella förbund, Per Engdahl från Nysvenska rörelsen, och den nuvarande sverigedemokraten Tommy Hansson, då aktiv i Demokratisk Allians.